# 39. Division (Deutsches Kaiserreich)
Die 39. Division war ein Großverband der Preußischen Armee.

Feldpoststempel der 39. Infanterie-Division vom 2. November 1915

## Gliederung
Das Kommando stand in Colmar und die Division war Teil des XV. Armee-Korps.

### Friedensgliederung vom 1. April 1901
- 61. Infanterie-Brigade in Straßburg
  - 1. Unter-Elsässisches Infanterie-Regiment Nr. 132 in Straßburg
  - Infanterie-Regiment „Großherzog Friedrich von Baden“ (8. Württembergisches) Nr. 126 in Straßburg
- 82. Infanterie-Brigade in Colmar
  - 2. Ober-Elsässisches Infanterie-Regiment Nr. 171[1] in Colmar
  - 3. Ober-Elsässisches Infanterie-Regiment Nr. 172 in Neubreisach
- 39. Kavallerie-Brigade in Colmar
  - Kurmärkisches Dragoner-Regiment Nr. 14 in Colmar
  - Jäger-Regiment zu Pferde Nr. 3 in Colmar
- 39. Feldartillerie-Brigade in Colmar
  - 4. Badisches Feldartillerie-Regiment Nr. 66 (vom XIV. Armee-Korps abkommandiert)
  - 3. Ober-Elsässisches Feldartillerie-Regiment Nr. 80

### Kriegsgliederung vom 2. August 1914
- 61. Infanterie-Brigade
  - Infanterie-Regiment „Großherzog Friedrich von Baden“ (8. Württembergisches) Nr. 126
  - 1. Unter-Elsässisches Infanterie-Regiment Nr. 132
  - Jäger-Bataillon Nr. 8
- 82. Infanterie-Brigade
  - 2. Ober-Elsässisches Infanterie-Regiment Nr. 171
  - 3. Ober-Elsässisches Infanterie-Regiment Nr. 172
  - Jäger-Bataillon Nr. 14
- Kurmärkisches Dragoner-Regiment Nr. 14
- 39. Feldartillerie-Brigade
  - 4. Badisches Feldartillerie-Regiment Nr. 66
  - 3. Ober-Elsässisches Feldartillerie-Regiment Nr. 80
- 2. und 3. Kompanie/Pionier-Bataillon Nr. 15

### Kriegsgliederung vom 13. Januar 1918
- 61. Infanterie-Brigade
  - Infanterie-Regiment „Großherzog Friedrich von Baden“ (8. Württembergisches) Nr. 126
  - 1. Unter-Elsässisches Infanterie-Regiment Nr. 132
  - 3. Ober-Elsässisches Infanterie-Regiment Nr. 172
  - MG-Scharfschützen-Abteilung Nr. 19
  - 1. Eskadron/Reserve-Husaren-Regiment Nr. 8
- Artillerie-Kommandeur Nr. 39
  - 3. Ober-Elsässisches Feldartillerie-Regiment Nr. 80
  - Fußartillerie-Bataillon Nr. 406
- Pionier-Bataillon Nr. 136
- Divisions-Nachrichten-Kommandeur Nr. 39

## Gefechtskalender
Die Division kam während des Ersten Weltkriegs ausschließlich an der Westfront zum Einsatz.

### 1914
- 31. Juli bis 16. August – Grenzschutz gegen Frankreich
  - 5. bis 19. August – Gefechte in den Vogesen
  - 9. bis 10. August – Gefecht bei Sennheim-Mülhausen
- 20. bis 22. August – Schlacht in Lothringen
- 22. August bis 7. September – Schlacht vor Nancy-Epinal
- 13. September bis 19. Oktober – Kämpfe an der Aisne
- 23. Oktober bis 26. November – Stellungskämpfe in Flandern und Artois
- 27. bis 30. November – Schlacht an der Yser
- ab 1. Dezember – Stellungskämpfe an der Yser

### 1915
- bis 21. April – Stellungskämpfe an der Yser
- 22. April bis 25. Mai – Kämpfe um Ypern
- 26. Mai bis 30. September – Kämpfe bei Hooge
  - 26. Mai – Stellungskämpfe an der Yser

### 1916
- bis 8. Januar – Stellungskämpfe an der Yser
- 14. Januar bis 20. Februar – Stellungskämpfe um Verdun
- 21. Februar bis 9. September – Schlacht um Verdun
- 09. September bis 16. Oktober – Stellungskämpfe vor Verdun
- 17. Oktober bis 27. November – Schlacht an der Somme
- 28. November bis 23. Dezember – Stellungskämpfe vor Verdun
- 23. bis 31. Dezember – Stellungskämpfe in der Champagne

### 1917
- 01. Januar bis 26. April – Stellungskämpfe in der Champagne
- 24. April bis 27. Mai – Doppelschlacht Aisne-Champagne
- 28. Mai bis 5. Juli – Stellungskämpfe bei Reims
- 07. Juli bis 12. Oktober – Stellungskämpfe in Flandern und Artois
- 13. Oktober bis 21. November – Herbstschlacht in Flandern
- ab 22. November – Stellungskämpfe in Flandern und Artois

### 1918
- bis 21. Februar – Stellungskämpfe in Flandern und Artois
- 21. Februar bis 15. März – Reserve der OHL bei der 6. Armee
- 17. bis 20. März – Aufmarsch zur Großen Schlacht von Frankreich
- 21. bis 23. März – Durchbruchsschlacht Monchy-Cambrai
- 24. bis 25. März – Schlacht bei Bapaume
- 07. bis 8. April – Kämpfe zwischen Arras und Albert
- 09. bis 18. April – Schlacht bei Armentières
- 19. April bis 23. Juli – Stellungskämpfe in Flandern und Artois
- 24. Juli bis 20. August – Kämpfe zwischen Arras und Albert
- 21. August bis 2. September – Schlacht bei Monchy-Bapaume
- 03. bis 18. September – Kämpfe vor der Siegfriedfront
- 28. September bis 17. Oktober – Abwehrschlacht in Flandern
- 18. bis 24. Oktober – Nachhutkämpfe zwischen Yser und Lys
- 25. Oktober bis 1. November – Schlacht an der Lys
- 02. bis 4. November – Nachhutkämpfe beiderseits der Schelde
- 05. bis 11. November – Rückzugskämpfe vor der Antwerpen-Maas-Stellung
- ab 12. November – Räumung des besetzten Gebietes und Marsch in die Heimat

## Kommandeure
| Dienstgrad             | Name                  | Datum                                                         |
| ---------------------- | --------------------- | ------------------------------------------------------------- |
| Generalleutnant        | Maximilian von Sommer | 01. April 1899 bis 15. Juni 1901                              |
| Generalmajor           | Karl Litzmann         | 16. Juni bis 6. Juli 1901 (mit der Führung beauftragt)        |
| Generalleutnant        | Karl Litzmann         | 07. Juli 1901 bis 11. September 1902                          |
| Generalleutnant        | Bruno von Mudra       | 27. August 1907 bis 2. März 1910                              |
| Generalleutnant        | Ernst von Bacmeister  | 03. bis 21. März 1910                                         |
| Generalleutnant        | Curt von Pavel        | 22. März 1910 bis 21. März 1912                               |
| Generalmajor           | Theodor von Watter    | 22. März 1912 bis 21. April 1914 (mit der Führung beauftragt) |
| Generalleutnant        | Theodor von Watter    | 22. April 1912 bis 30. August 1914                            |
| General der Infanterie | Hugo von Kathen       | 31. August bis 20. Dezember 1914                              |
| Generalleutnant        | Hermann von Bertrab   | 21. Dezember 1914 bis 24. April 1917                          |
| Generalmajor           | Richard Münter        | 25. April bis 10. November 1917                               |
| Generalleutnant        | Julius von Dawans     | 11. November 1917 bis 24. Januar 1919                         |